# Otok Svetac
Otok Svetac är en ö i Kroatien.   Den ligger i länet Dalmatien, i den södra delen av landet, 300 km söder om huvudstaden Zagreb. Arean är 4,2 kvadratkilometer.
Terrängen på Otok Svetac är lite kuperad. Öns högsta punkt är 302 meter över havet. Den sträcker sig 2,0 kilometer i nord-sydlig riktning, och 3,6 kilometer i öst-västlig riktning.